# Retikulocytopenie
Retikulocytopenie je stav v organismu, při němž dochází ke snížení počtu cirkulujících retikulocytů (nedospělých červených krvinek) v periferní krvi. Příčinou je porucha vyzrávání erytrocytů v kostní dřeni.